# 我的男神丘比特
《我的男神丘比特》（：／）為Prime Video於2023年12月1日至2024年1月20日每週五、六各上線一集的劇集，由《Switch—改變世界》南泰鎮導演與《再一次 Happy Ending》許成熙編劇合作打造。本劇講述被自己射出的愛神之箭射中而陷入愛情的丘比特，與總是和愛情無緣的女人，所展開的幻想羅曼史。

## 演員陣容

### 主要人物
| 演員                      | 角色           | 介紹 |
| 張東潤                    | 千尚赫／千永宰 | 為了修復五百年前被燒掉的翅膀，正歷經在人間第28次投胎的仙子。此世，是「愛之房」韓食餐廳的老闆，依然擁有著愛神的百戰經歷，而讓女人難以攻破的銅牆鐵壁。 |
| - Nana - （童年：安泰琳） | 吳白蓮         | 24小時不打烊的舊基洞動物醫院的獸醫，出眾的美貌被稱為「舊基洞全智賢」。但不知為何，交往對象都會歷經死劫，因此成為愛情絕緣體。                         |
| 朴基雄                    | 徐在熙／李善   | 鐘路警察局兇案第一組組長，對吳白蓮一見鍾情。前世是王的次子，鍾愛宮女素希。                                                                           |

### 愛神丘比特
| 演員   | 角色   | 介紹                                                                                             |
| 文智厚 | 千東七 | 浪漫又帥氣，很受女性歡迎。但因五百年前任務沒成功導致他三不五時會變成狗，變成狗時名字是「登七」。 |
| 嚴世雄 | 千東八 | 心思細膩，謹守原則。                                                                             |
| 朴明勳 | 千東九 | 常因自己外貌輸給同伴而沒有女人緣感到不公平與悲傷。                                               |
| 金法來 | 三神   | 丘比特們的守護者、命運之神，致力於人類夫妻的姻緣紅線。                                           |

### 其他人物
| 演員   | 角色   | 介紹                                                                 |
| 權雅凛 | 李素希 | 吳白蓮的前世。宮女，為了抗拒命運而自願跳崖。                         |
| 金鍍我 | 柳淨娥 | 吳白蓮的前世。1993年紅點高中女生失蹤案的受害者，暗戀著當年的千尚赫。 |
| 孔敏貞 | 安朵拉 | 吳白蓮的閨蜜兼室友，是一名戀愛專家的YouTuber。                       |
| 林在明 | 朴勝俊 | 「愛之房」韓食餐廳的實際經營者，歷代相傳守護著千尚赫。               |
| 朱仁英 |        | 舊基洞動物醫院的副院長。                                             |
| 徐宇真 |        | 神秘的孩童。                                                         |
| 成基允 | 高大植 | 鐘路警察局局長，知道尚赫的真實身份。                                 |
| 徐碧浚 | 李浩鎮 | 警局裡的老么，什麼事都任勞任怨。                                     |

## 分集劇情
| 集數 | 標題                   | 首播日期       | 片長   |
| --- | ---------------------- | -------------- | ------ |
| 1 | 我是仙子               | 2023年12月1日  | 65分鐘 |
| 仙子千尚赫一直在人間彌補500年前犯下的「失誤」，這世終於只剩最後一次的變身了。一直與愛情無緣的人類吳白蓮只能把愛轉移給小動物，在丘比特畫展上，再次遇到了前世緣份交織的尚赫。                                                                   |                        |                |        |
| 2 | 不要愛上我，你會傷心的 | 2023年12月2日  | 64分鐘 |
| 尚赫對沒有任何姻緣紅線的白蓮感到疑惑，卻誤會以為是她放任桃花太多。在仁王山的下雪夜發生了一樁可疑的失蹤案件，徐在熙為了查訪相關證人，在舊基洞動物醫院同時遇見了白蓮與尚赫；與此同時，與案件有關的兩位證人離奇的在同天死亡，白蓮也同時受到襲擊… |                        |                |        |
| 3 | 真命天子與梅花男       | 2023年12月8日  | 62分鐘 |
| 為了解救遇襲的白蓮卻毫髮無傷的尚赫，被白蓮視為真命天子，但尚赫的銅牆鐵壁仍不為所動；在白蓮爬第997次的仁王山途中，巧遇同樣上山的尚赫。 |                        |                |        |
| 4 | 當蓮花盛開             | 2023年12月9日  | 61分鐘 |
| 三神回憶著500年前所發生的事情，而尚赫認真想幫白蓮找到好對象，卻好像弄巧成拙。在熙為了失蹤案查訪最後一位花雨傘的主人，白天剛走此人晚上就遇害了。                                                                                               |                        |                |        |
| 5 | 一千次和我的命定之人   | 2023年12月15日 | 63分鐘 |
| 尚赫懷疑仁王山的失蹤案件與1993年女高中生失蹤案是同一兇嫌，但在熙並不相信他。白蓮主動向尚赫告白，卻被尚赫狠狠拒絕。 |                        |                |        |
| 6 | 證人與超人             | 2023年12月16日 | 61分鐘 |
| 尚赫與三神衝突之後更加確認自己對白蓮的心意，而白蓮是仁王山失蹤案的證人也讓他繃緊神經展開時刻的保護。為了釐清案情，白蓮接受了催眠，卻因此看到前世的記憶。                                                                                      |                        |                |        |
| 7 | 犯人都知道             | 2023年12月22日 | 61分鐘 |
| 尚赫在白蓮家過夜，卻夢到了淨娥；而白蓮卻夢到當初那位占卜師警告她千萬不可以放開真命天子的手。此外，仁王山相關證人與受害者持續增加中… |                        |                |        |
| 8 | 愛上一個人             | 2023年12月23日 | 65分鐘 |
| 依據白蓮催眠產生的兇手面貌以及與1993年至今的連結，使整個案情呼之欲出；另一方面，白蓮面對忽熱忽冷的尚赫感到很挫敗…在一次醉酒後，她終於豁出去了！                                                                                               |                        |                |        |
| 9 | 轉世後仍不變的事       | 2023年12月29日 | 62分鐘 |
| 白蓮不解為何會在夢境看到淨娥的經歷，並向尚赫告白酒後之吻不是失誤而是真心。但尚赫在白蓮身上看到越來越多淨娥的影子，下定決心對她與在熙射出丘比特之箭…                                                                                           |                        |                |        |
| 10 | 我的真命天子是…？      | 2023年12月30日 | 61分鐘 |
| 白蓮收到從高恩瑞的手機發出自己還活著的訊息後，決定隻身前往，卻正中兇手的襲擊，但也意外發現恩瑞的屍體。頭部受創的白蓮，手術後一直夢到前世片段，也終於看清夢境中天使的臉是尚赫了。                                                              |                        |                |        |
| 11 | 面對命運的力量…勇氣    | 2024年1月5日   | 61分鐘 |
| 警方抓住正要潛逃出境的金明植，同時在熙也藉由檢驗報告確認尚赫非人類的身份。而尚赫也終於釐清素希、淨娥、白蓮三者的關係了… |                        |                |        |
| 12 | 你在我面前的原因       | 2024年1月6日   | 60分鐘 |
| 白蓮想起自己第997次並沒有爬上山頂，終於在真正第1千次時迎來尚赫的擁抱。尚赫在育幼院發現可疑的線索，認定真正的兇手尚未被抓到。 |                        |                |        |
| 13 | 因果                   | 2024年1月12日  | 60分鐘 |
| 白蓮意外與淨娥父母相遇，也想起了前二世的記憶；在熙則透過催眠看到自己的前世、又在尚赫舊家看到前世物件，大為震驚。 |                        |                |        |
| 14 | 嫉妒                   | 2024年1月13日  | 60分鐘 |
| 在熙知道了尚赫的真實身份並去找他攤牌。另一方面，金明植明明已被逮捕，卻仍有受害者出現。沒多久，金明植在獄中也被殺害了… |                        |                |        |
| 15 | 最後一位證人           | 2024年1月19日  | 61分鐘 |
| 在熙不分日夜的搜索鐘路區所有的半地下室，但仍一無所獲；而白蓮經由催眠確認了在現實生活聽過的聲音，與淨娥遇害時是同一人。一再破壞三神計畫的尚赫，被三神下達最後警告。                                                                            |                        |                |        |
| 16 | 我的男人是             | 2024年1月20日  | 70分鐘 |
| 尚赫懇求東七再次射出關鍵一箭，但他卻在追補到兇手後也跟著消失了。白蓮再次爬仁王山一千次，這次求的是奇蹟… |                        |                |        |

## 外部連結
- Amazon Prime Video上《我的男神丘比特》的資料